# Our Man Flint
Our Man Flint (Brasil: Flint contra o Gênio do Mal ) é um filme estadunidense, de 1966, dos gêneros aventura e espionagem, dirigido por Daniel Mann, roteirizado por Hal Fimberg e Ben Starr, música de Jerry Goldsmith. O filme parodia a série com James Bond, inclusive tendo sido incluído na trama um personagem chamado de "0008" (Robert Gunner, muito parecido com Sean Connery).

## Sinopse
O milionário playboy e agente de espionagem internacional Derek Flint, ex-operativo da Z.O.W.I.E. (Zonal Organization for World Intelligence and Espionage), é convocado de volta ao serviço pelo chefe Cramden quando um trio de cientistas loucos (Doutor Krupov, Doutor Wu e Doutor Schneider) que lidera a organização criminosa "Galáxia", ameaça o mundo com seu equipamento de controle do clima. 
Ao iniciar a missão, Flint sofre vários atentados praticados pela bela agente da Galáxia, Gila, e mata o cúmplice assassino dela Hans Gruber em Marselha. Seguindo a pista da vilã até Roma, Flint descobre o paradeiro da base da Galáxia em uma ilha remota. Mas, ao saber que suas quatro belas assistentes (Leslie, Anna, Gina e Sakito) foram raptadas e levadas até a ilha, o agente decide retirá-las de lá antes que as forças mundiais destruam o lugar. Para isso Flint faz uso de sua incrível técnica de interrupção dos batimentos cardíacos, simulando sua morte e enganando Gila e seu chefe, o cruel Malcolm Rodney.

## Elenco
- James Coburn ....... Derek Flint
- Lee J. Cobb ....... Cramden
- Gila Golan ....... Gila
- Edward Mulhare ....... Malcolm Rodney
- Benson Fong ....... Dr. Schneider
- Shelby Grant ....... Leslie
- Sigrid Valdis ....... Anna
- Gianna Serra ....... Gina
- Helen Funai ....... Sakito
- Michael St. Clair ....... Hans Gruber
- Rhys Williams ....... Dr. Krupov
- Russ Conway ....... General americano
- Ena Hartman .......  WAC
- Bill Walker ....... Diplomata americano (como 'William Walker')
- Peter Brocco ....... Dr. Wu
- Robert Gunner...Agente 0008 (não creditado)